# Спецавтоматика
Закрытое акционерное общество «Производственное объединение «Спецавтоматика» (ЗАО «ПО«Спецавтоматика»)  — российское предприятие, входящее в научно-производственный комплекс наукограда Бийск.
ЗАО «ПО «Спецавтоматика» выпускает технические средства (элементной базы и агрегированных установок) для систем автоматического пожаротушения, охранной и пожарной сигнализации, проектирует и монтирует системы пожарной безопасности.

## Краткая история предприятия
В 1972 г. приказом Министерства приборостроения СССР в Алтайском крае на площадке Алтайского специализированного монтажно-наладочного участка по монтажу и техническому обслуживанию систем противопожарной и охранной защиты создан Бийский опытный завод ППА (противопожарной автоматики). В этом же году сменился его статус, — в сентябре он преобразован в Бийский экспериментальный завод «Спецавтоматика».
На его базе было организовано промышленное производство средств пожарной и охранной автоматики и сигнализации, в серийном производстве стали выпускаться технические средства для систем автоматического водяного и пенного пожаротушения.
В 1980-х гг. на предприятии появлялось новое оборудование и увеличивался ассортимент выпускаемых изделий.
С развитием завода в городах Сибири и Дальнего Востока стали появляться центры технического обслуживания (после 1992 г. часть из них преобразована в самостоятельные предприятия).
В 1990-е гг. обновлялась инструментальная база, усовершенствовался гальванический, покрасочный и литейный участок, началась автоматизация бухгалтерского учета.[значимость факта?]
Новой вехой в истории предприятия стало преобразование в 1993 г. в производственное объединение «Спецавтоматика», а с апреля 1993 г. — в ТОО ПО «Спецавтоматика», с июня 1998 г. регистрируется как ЗАО «ПО «Спецавтоматика».
К началу 2000 г. была увеличена производственная мощность и были решены несколько основных задач структуризации предприятия, — созданы и укреплены основные структурные подразделения: конструкторско-технологические, планово-экономическое, производственно-диспетчерское, заводская испытательная лаборатория, информационно-патентный отдел, бюро связей с потребителями. Все научно-исследовательские и опытно-конструкторские работы на предприятии стали проводиться на базе САПР T-FLEX.
Начался переход от производства элементной базы к изготовлению агрегированных установок.
В 2010 г. Администрацией Алтайского края предприятию был присвоен статус «Социально ответственный работодатель».
В 2012 г. начал работу новый испытательный центр для проведения испытания изделий пожарной автоматики с автоматической регистрацией параметров процесса горения и тушения.
На предприятии были модернизированы участки: гальванических покрытий, конвейерной линии по производству оросителей, упаковочной линии, станков с числовым программным управлением, поверхностного монтажа печатных плат.
В 2013 г. была освоена технология 3D-прототипирования. В этом же году Администрация Алтайского края во второй раз отметила предприятие как социально-ответственного работодателя.
В 2015 г. на основании международного экономического рейтинга «Лига Лучших предприятий России» по итогам 2014 года предприятие заняло 1 место в Алтайском крае по классификатору ОКВЭД 29.2 и получило статус-награду «Предприятие года 2015».

## Деятельность и структура предприятия
ЗАО «ПО «Спецавтоматика» имеет несколько производственных площадок, три конструкторских отдела, проектно-монтажный комплекс, сеть филиалов и представительств.
Филиалы ЗАО «ПО «Спецавтоматика»:
- Филиал «Краснодарский» (г. Краснодар)
- Филиал «Бердский» (г. Бердск)
- Филиал «Бийский» (г. Бийск)
- Филиал «Приморский» (г. Владивосток)
- Филиал «Дальневосточный» (г. Хабаровск)

Сеть представительств расположена не только в городах России (Москва, Санкт-Петербург, Новосибирск, Кемерово, Екатеринбург, Казань, Тольятти, Иркутск, Пермь, Уфа, Барнаул), но и в Монголии (г. Улан-Батор), в Республике Беларусь (г. Минск), в Республике Казахстан (г. Астана и г. Алматы).[значимость факта?]
Предприятие ежегодно принимает участие в ведущих международных выставках, демонстрирует свою продукцию и получает награды за вклад в развитие индустрии пожарной безопасности.
ЗАО «ПО «Спецавтоматика» является членом таких организаций, как Союз машиностроителей России, Палата работодателей пожарно-спасательной отрасли, Ассоциация «Межрегиональный центр наноиндустрии», Алтайская торгово-промышленная палата, Союз промышленников Алтайского края, Ассоциация "Некоммерческое партнерство «Алтайский полимерный композитный кластер».